# Грайнер, Янине
Яни́не Гра́йнер (нем. Janine Greiner, в замужестве Яни́не Фе́сслер-Гра́йнер, Яни́не Фе́сслер, нем. Janine Fässler-Greiner, Janine Fässler; род. 13 февраля 1981, Шлирен, Цюрих) — швейцарская кёрлингистка.
В составе женской сборной Швейцарии участник зимних Олимпийских игр 2010 и 2014, участник четырёх чемпионатов мира (чемпионы в 2012), семи чемпионатов Европы (чемпионы в 2008). Четырёхкратный чемпион Швейцарии среди женщин. В составе женской юниорской сборной Швейцарии участник двух чемпионатов мира (бронзовые призёры в 2001). Трёхкратный чемпион Швейцарии среди юниоров.
В «классическом» кёрлинге (команда из четырёх человек одного пола) играла в основном на позиции первого.

## Достижения
- Чемпионат мира по кёрлингу среди женщин: золото (2012), бронза (2008).
- Чемпионат Европы по кёрлингу: золото (2008), серебро (2009), бронза (2006, 2010, 2013).
- Чемпионат Швейцарии по кёрлингу среди женщин: золото (2008, 2009, 2011, 2012), серебро (2013).
- Чемпионат мира по кёрлингу среди юниоров: золото (1999), бронза (2001).
- Чемпионат Швейцарии по кёрлингу среди юниоров: золото (1999, 2000, 2001).

## Команды
| Сезон                                          | Четвёртый       | Третий              | Второй             | Первый                | Запасной                                                               | Турниры                                |
| ---------------------------------------------- | --------------- | ------------------- | ------------------ | --------------------- | ---------------------------------------------------------------------- | -------------------------------------- |
| 1998—99                                        | Кармен Шефер    | Янине Грайнер       | Jacqueline Greiner | Christine Appenzeller |                                                                        | ЧШЮ 1999                               |
| 1999—00                                        | Янине Грайнер   | Кармен Шефер        | Jacqueline Greiner | Barbara Appenzeller   | Анна Нойеншвандер (ЧМЮ) тренеры (ЧМЮ): Heinz Schmid, Томас Липс        | ЧШЮ 2000 · ЧМЮ 2000 (4 место)          |
| 2000—01                                        | Янине Грайнер   | Кармен Шефер        | Jacqueline Greiner | Barbara Appenzeller   | Коринн Буркин (ЧМЮ) тренер: Roland Müggler (ЧМЮ)                       | ЧШЮ 2001 · ЧМЮ 2001                    |
| 2006—07                                        | Мирьям Отт      | Биния Фельчер-Беели | Валерия Шпелти     | Янине Грайнер         | Мануэла Корман тренер: Гауденц Беели                                   | ЧЕ 2006                                |
| 2007—08                                        | Мирьям Отт      | Кармен Шефер        | Валерия Шпелти     | Янине Грайнер         | Сильвана Тиринцони (ЧЕ) Кармен Кюнг (ЧМ) тренер: Марк Брюггер (ЧЕ, ЧМ) | ЧЕ 2007 (4 место) · ЧШЖ 2008 · ЧМ 2008 |
| 2008—09                                        | Мирьям Отт      | Кармен Шефер        | Валерия Шпелти     | Янине Грайнер         | Кармен Кюнг (ЧЕ, ЧМ) тренеры: Марк Брюггер (ЧЕ), Кен Тралнберг (ЧМ)    | ЧЕ 2008 · ЧШЖ 2009 · ЧМ 2009 (5 место) |
| 2009—10                                        | Мирьям Отт      | Кармен Шефер        | Кармен Кюнг        | Янине Грайнер         | Биния Фельчер-Беели тренер: Кен Тралнберг                              | ЧЕ 2009                                |
| 2009—10                                        | Мирьям Отт      | Кармен Шефер        | Ирене Шори         | Янине Грайнер         | Кармен Кюнг тренеры: Марк Брюггер, Кен Тралнберг                       | ЗОИ 2010 (4 место)                     |
| 2010—11                                        | Мирьям Отт      | Кармен Шефер        | Кармен Кюнг        | Янине Грайнер         | Ирене Шори (ЧЕ), Николь Дюнки (ЧМ) тренер: Штефан Карнусян             | ЧЕ 2010 · ЧШЖ 2011 · ЧМ 2011 (5 место) |
| 2011—12                                        | Мирьям Отт      | Кармен Шефер        | Кармен Кюнг        | Янине Грайнер         | Алина Пец (ЧМ) тренер: Томас Липс                                      | ЧШЖ 2012 · ЧМ 2012                     |
| 2012—13                                        | Мирьям Отт      | Кармен Шефер        | Кармен Кюнг        | Янине Грайнер         | Алина Пец тренер: Андреас Шваллер                                      | ЧЕ 2012 (5 место)                      |
| 2012—13                                        | Кармен Шефер    | Кармен Кюнг         | Николь Швегли      | Янине Грайнер         | Мирьям Отт                                                             |                                        |
| 2012—13                                        | Мирьям Отт      | Кармен Шефер        | Кармен Кюнг        | Янине Грайнер         | Николь Швегли                                                          | ЧШЖ 2013                               |
| 2013—14                                        | Мирьям Отт      | Кармен Шефер        | Кармен Кюнг        | Янине Грайнер         | Алина Пец тренер: Кен Тралнберг                                        | ЧЕ 2013 · ЗОИ 2014 (4 место)           |
| Кёрлинг среди смешанных команд (mixed curling) |                 |                     |                    |                       |                                                                        |                                        |
| 2002—03                                        | Jacques Greiner | Янине Грайнер       | Daniel Gallati     | Fabienne Fürbringe    |                                                                        | ЧШСК 2003                              |
| 2016—17                                        | Michael Höchner | Янине Грайнер       | Markus Fässler     | Silke Höchner         |                                                                        | ЧШСК 2017 (14 место)                   |

(скипы выделены полужирным шрифтом)